# 托雷西利亚德拉托雷
托雷西利亚德拉托雷，是西班牙卡斯蒂利亚-莱昂巴利亚多利德省的一个市镇。总面积7平方公里，总人口32人（2001年），人口密度5人/平方公里。